# Phaenoglyphis fuscicornis
Phaenoglyphis fuscicornis är en stekelart som först beskrevs av Thomson 1877.  Phaenoglyphis fuscicornis ingår i släktet Phaenoglyphis, och familjen glattsteklar. Arten är reproducerande i Sverige.